# بیستن-آن-لورن
بیستن-آن-لورن (به فرانسوی: Bisten-en-Lorraine) یک کمون در فرانسه است که در Canton of Boulay-Moselle واقع شده‌است.

## خصوصیات
بیستن-آن-لورن ۴٫۴۸ کیلومترمربع مساحت و ۲۶۴ نفر جمعیت دارد و ۲۶۰ متر بالاتر از سطح دریا واقع شده‌است.